# Begonia decaryana
Espèce
Begonia decaryana est une espèce de plantes de la famille des Begoniaceae. 
Ce bégonia est originaire de Madagascar. L'espèce fait partie de la section Quadrilobaria. Elle a été décrite en 1971 par Gérard-Guy Aymonin (1934-2014) et Jean Bosser (1922-2013), à la suite des travaux de Henri Jean Humbert (1887-1967). L'épithète spécifique decaryana signifie « de Decary », en référence au naturaliste français Raymond Decary (1891-1973), récolteur de l'holotype et qui fut administrateur des colonies à Madagascar pendant 27 ans.

## Répartition géographique
Cette espèce est originaire du pays suivant : Madagascar.